# Cirrula
Cirrula Cresson, 1915 è un genere di insetti della famiglia degli Ephydridae (Diptera: Schizophora). Comprende due sole specie a distribuzione neartica.

## Descrizione
Contrariamente a quanto si riscontra per molti Efidridi, nel genere Cirrula sono conosciuti sia gli adulti sia gli stadi giovanili, accuratamente descritti in letteratura.

### Adulto
Gli adulti hanno dimensioni relativamente grandi, nell'ambito degli Efidridi, con corpo lungo circa 5–8 mm, mediamente più grande nella specie C. gigantea. Livrea di aspetto polverulento per la diffusa pubescenza, di colore dall'olivastro al grigiastro in varie tonalità e sfumature e con riflessi più o meno lucenti nelle parti dorsali del corpo.
Il capo ha fronte larga e faccia prominente. La fronte e la carena facciale hanno lucentezza metallica. Antenne relativamente brevi, con arista non pettinata, glabra nel tratto terminale e rivestita di brevi peli alla base. Chetotassi frontale caratterizzata da setole robuste ma di moderata lunghezza. Presenti due paia di setole fronto-orbitali lateroclinate e un paio di brevi setole interfrontali incrociate, inserite poco sopra la sutura frontale, robuste in C. gigantea, poco sviluppate in C. austrina. Setole verticali e ocellari moderatamente sviluppate, pseudopostocellari non evidenti. La faccia è densamente pubescente, con microtrichi diffusi in tutta la superficie, fra i quali emergono le setole facciali vere e proprie; la disposizione di queste setole si differenzia marcatamente nelle due specie:
- in C. austrina, le setole facciali, brevi ma robuste, sono allineate lungo il margine inferiore e in due serie laterali parallele alle parafacce; queste ultime due serie convergono dorsalmente sulla carena facciale delimitando un'area subtriangolare alla vista frontale
- in C. gigantea, le setole facciali sono lunghe e robuste e si raggruppano in due serie: una lungo il margine inferiore, l'altra è invece rappresentata da un folto ciuffo posizionato sulla parte superiore della carena facciale.

Microtrichi più o meno lunghi, infine, sono disseminati a formare una pubescenza diffusa nelle postgene, nell'occipite, nella fronte e nel labbro inferiore. Le gene, invece, sono sostanzialmente glabre.
La chetotassi del torace, pur presentando omologie differisce nelle due specie. Caratteri comuni sono i seguenti: 
- pubescenza diffusa, costituita da microtrichi, su gran parte del torace;
- serie acrosticale rappresentata da microtrichi sparsi irregolarmente, priva di setole; setole prescutellari assenti;
- setole dorsocentrali in numero di cinque (per lato), di cui la prima presuturale e la seconda inserita in prossimità della sutura trasversa, poco prima o poco dopo;
- una setola omerale per lato
- una o due setole sopralari, una infralare e una postalare per lato;
- due setole notopleurali per lato;
- due o tre setole scutellari
- prosterno e propleuron pubescenti, cosparsi di fini setole.

Schema della nervatura alare
Fratture costali: hb: frattura omerale; sb: frattura subcostale.
Nervature longitudinali: C: costa; Sc: subcosta; R: radio; M: media; Cu: cubito; A: anale.
Nervature trasversali: h: omerale; r-m: radio-mediale; dm-cu: medio-cubitale discale.
Cellule: br: 1ª basale; bm+dm: 2ª basale fusa con la discale.

Caratteri differenziali sono i seguenti:
- C. austrina: le dorsocentrali sono uniformemente sviluppate. Presenti due sopralari, di cui una presuturale e lunga quanto la setola notopleurale anteriore. Presenti due paia di scutellari, uno marginale e uno apicale.
- C. gigantea: le setole sono mediamente più brevi rispetto a C. austrina. Le dorsocentrali sono piuttosto brevi e deboli, poco più lunghe dei peli circostanti, ad eccezione di quelle del paio posteriore, ben sviluppate. Presente una sola postalare, postsuturale. Presenti tre paia di scutellari, due marginali e uno apicale; le scutellari del primo paio sono più deboli e brevi delle altre.

Le zampe hanno tarsi relativamente lunghi, privi di pulvilli e provvisti di peli idrofughi. Nelle zampe si evidenzia un certo grado di dimorfismo sessuale: quelle dei maschi hanno un leggero ingrossamento dei femori posteriori, sono provviste di una fila di 4-5 robuste setole lungo la faccia anteriore dei femori posteriori e un ciuffo di lunghi peli all'estremità delle tibie posteriori; i tarsi anteriori, infine, sono modificati, espansi in C. gigantea, cilindrici in C. austrina.
Le ali sono ialine o leggermente affumicate, lunghe circa 4,7 mm in C. austrina e 5,7 mm in C. gigantea, con lobo anale ampio e alula prominente. La venatura presenta caratteri generici ricorrenti nella maggior parte degli Efidridi oppure in ampi gruppi della famiglia. Fra questi si segnalano l'estensione della costa fino alla terminazione della media, lo sviluppo in lunghezza del ramo R2+3 della radio e la posizione della medio-cubitale discale (dm-cu), prossima al margine.
L'addome, di colore olivastro o grigiastro, con riflessi bluastri o bruni o bronzei e più o meno lucente. In C. austrina presenta una pigmentazione trasversale alternata, con tergiti più scuri anteriormente e lungo la linea mediana e più chiari ai lati e posteriormente. I maschi hanno l'edeago bifido.

### Stadi giovanili
La larva è apoda, provvista di un solo paio di spiracoli tracheali nella prima età, di due nella seconda e terza età. La forma della larva di terza età, ricorrente nella maggior parte degli Ephydrini, è allungata e affusolata, con i primi due segmenti retrattili e con prolungamento dell'ultimo segmento in un tubo respiratorio biforcato. La lunghezza, compreso il tubo respiratorio, varia da 14 mm (C. austrina) a 17,5 mm (C. gigantea). Sulla parte ventrale sono presenti otto pseudozampe provviste di file di uncini e nel terzo segmento si evidenzia una banda ventrale sclerotizzata, dai margini ben definiti, ampia in larghezza ma stretta in lunghezza. Il colore è biancastro, con macchie scure sparse sul dorso.
Il pupario è lungo 5–9 mm, di colore variabile dal bruno-giallastro al bruno. La forma riassume quella della larva matura, ma alla vista laterale presenta il ventre convesso e il dorso appiattito. I primi due segmenti sono invaginati.

## Biologia e habitat
La biologia delle Cirrula è strettamente associata alle cenosi algali delle aree umide costiere d'acqua salata. Gli adulti si rinvengono comunemente nelle paludi salmastre, su tappeti di alghe e si muovono sulla superficie dell'acqua sfruttando la tensione superficiale in virtù della conformazione dei tarsi e della presenza di peli idrofughi. Se disturbati si alzano in volo e si allontanano a diversi metri di distanza, mostrando una buona attitudine al volo.
Le larve frequentano il medesimo ambiente. Vivono nelle colonie di alghe filamentose e si mantengono entro il primo centimetro sotto la superficie dell'acqua, con il sifone respiratorio a contatto con la superficie. Usano le pseudozampe per muoversi all'interno del groviglio di alghe. Il regime alimentare è microfago e si nutrono di particelle organiche filtrate per mezzo dell'apparato boccale.

## Filogenesi e tassonomia
Cresson (1915) istituì il genere Cirrula come monotipico e vi incluse come unica specie Cirrula gigantea. Contestualmente, l'Autore definì anche il genere Dimecoenia, il quale ha subito alcune revisioni nel corso della storia. Fra queste si cita Steyskal (1970), che vi incluse la specie Dimecoenia austrina, in precedenza classificata da Coquillett (1900) con il nome Ephydra austrina.
Mathis & Simpson (1981) hanno rivisto la tassonomia dei due generi, Cirrula e Dimecoenia e tentato di inquadrarne le relazioni filogenetiche. Nell'ambito di questo lavoro hanno evidenziato la stretta affinità fra Cirrula gigantea e Dimecoenia austrina e hanno perciò riclassificato quest'ultima spostandola nel genere Cirrula con il nome Cirrula austrina.
Il genere Cirrula risulta perciò composto da due sole specie:
- Cirrula austrina (Coquillett, 1900). Sinonimi: Caenia virida Hine, 1904.
- Cirrula gigantea Cresson, 1915. Sinonimi: Pogonephydra chalybea Hendel, 1917.

Sotto l'aspetto filogenetico, Mathis & Simpson ipotizzano che le due specie formino un clade monofiletico in base al dimorfismo sessuale che interessa la conformazione delle zampe e in base alla banda trasversale sclerotizzata presente sul lato inferiore del terzo segmento della larva. Quest'ultimo carattere, anche se con una conformazione differente, ricorre nella specie Ephydra hians, perciò il genere Cirrula sarebbe correlato a questa specie. Le chiavi di determinazione tassonomica presenti in letteratura, d'altra parte, indicano un'affinità morfologica tra gli adulti di Cirrula e Dimecoenia, che si distinguono da quelli di Ephydra per la presenza di due sole paia setole fronto-orbitali lateroclinate, in luogo di tre o quattro, e per l'assenza di setole infralari presuturali. Tale affinità viene meno, invece, quando si esaminano le larve, in quanto quelle di Dimecoenia differiscono marcatamente dalle larve del resto degli Ephydrini.

## Distribuzione
Entrambe le specie sono endemiche del Nordamerica.
C. austrina si rinviene comunemente in varie stazioni costiere dell'Atlantico, del Pacifico e del Golfo del Messico, prevalentemente negli Stati Uniti ma sotto 40° di latitudine. La specie è frequente nelle coste della California e della Florida, ma è segnalata anche in Virginia, Alabama, Texas e Louisiana. Fuori dagli Stati Uniti è presente in Messico (Sonora e Nayarit) e nelle Bermude.
C. gigantea ha un areale più ristretto, circoscritto alla costa atlantica del Canada e degli Stati Uniti, fra 41° e 49° di latitudine (Nuovo Brunswick, Nuova Scozia, Isola del Principe Edoardo, Québec, Maine, Massachusetts).